# Flesberg
Gmina Flesberg (norw. Flesberg kommune) – norweska gmina leżąca w regionie Buskerud. Jej siedzibą jest miasto Lampeland.
Flesberg jest 189. norweską gminą pod względem powierzchni.

## Demografia
Według danych z roku 2005 gminę zamieszkuje 2517 osób. Gęstość zaludnienia wynosi 4,48 os./km². Pod względem zaludnienia Flesberg zajmuje 301. miejsce wśród norweskich gmin.
| ludność stan na 1 stycznia 2005 |         |           |       |
|                                 | kobiety | mężczyźni | razem |
| osób                            | 1259    | 1258      | 2517  |
| %                               | 50,02%  | 49,98%    | 100%  |

| wykształcenie stan na 1 października 2004 |            |         |        |          |
|                                           | podstawowe | średnie | wyższe | nieznane |
| osób                                      | 414        | 1257    | 280    | 35       |
| %                                         | 20,85%     | 63,29%  | 14,1%  | 1,76%    |

## Edukacja
Według danych z 1 października 2004:
- liczba szkół podstawowych (norw. grunnskolar): 3
- liczba uczniów szkół podst.: 323

## Władze gminy
Według danych na rok 2011 administratorem gminy (norw. rådmann) jest Jon Gjæver Pedersen, natomiast burmistrzem (norw. ordfører, d. borgermester) jest Jon Gjæver Pedersen.